# Shadoxhurst
Shadoxhurst is een civil parish in het bestuurlijke gebied Ashford, in het Engelse graafschap Kent met 1216 inwoners.